# Mariä Himmelfahrt (Hochaltingen)

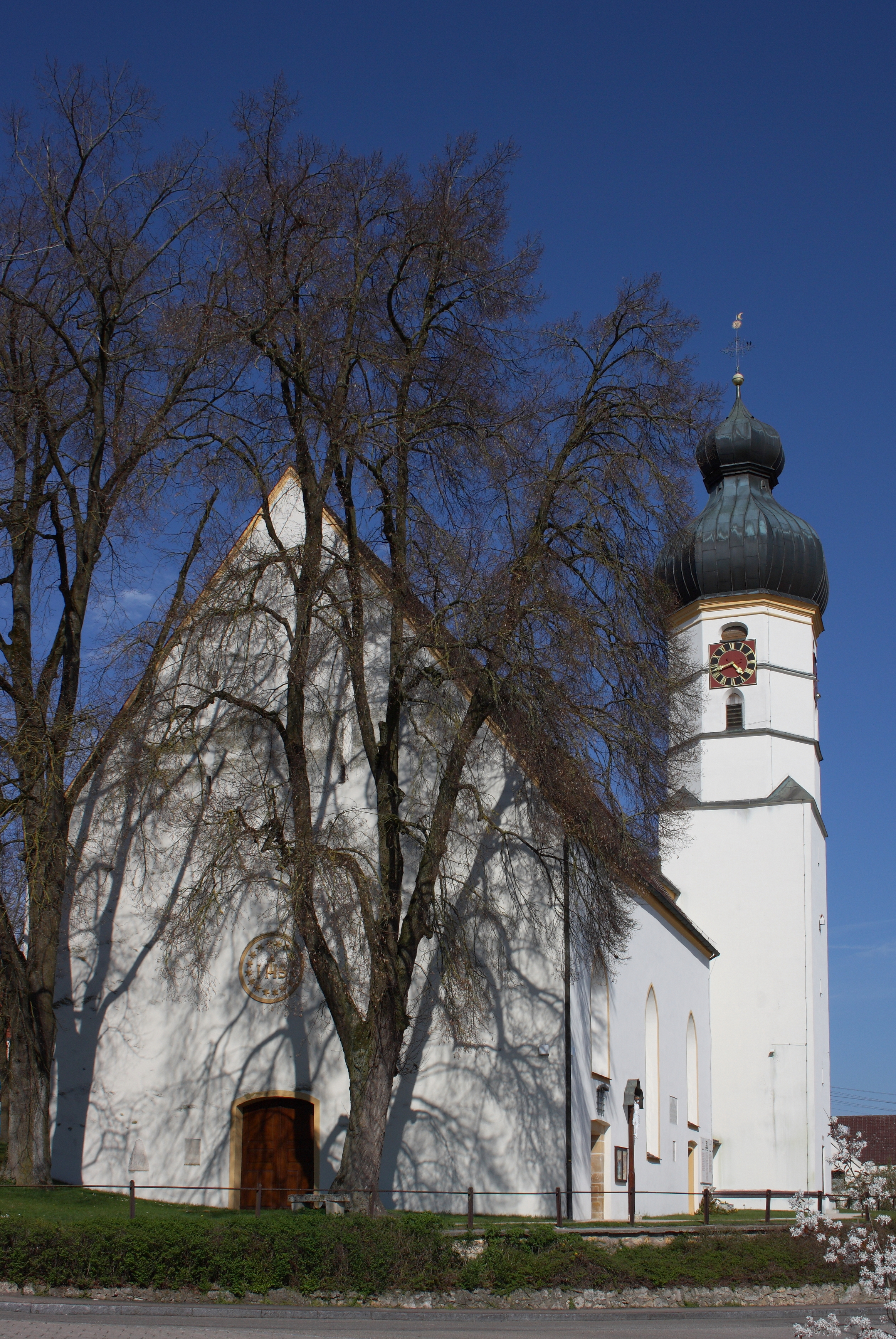
Kirche Mariä Himmelfahrt in Hochaltingen

Mariä Himmelfahrt in Hochaltingen, einem Ortsteil von Fremdingen im Bistum Augsburg, ist eine katholische Pfarrkirche. In ihr befindet sich das Familiengrabmal der Edelherren von Hürnheim.

## Geschichte

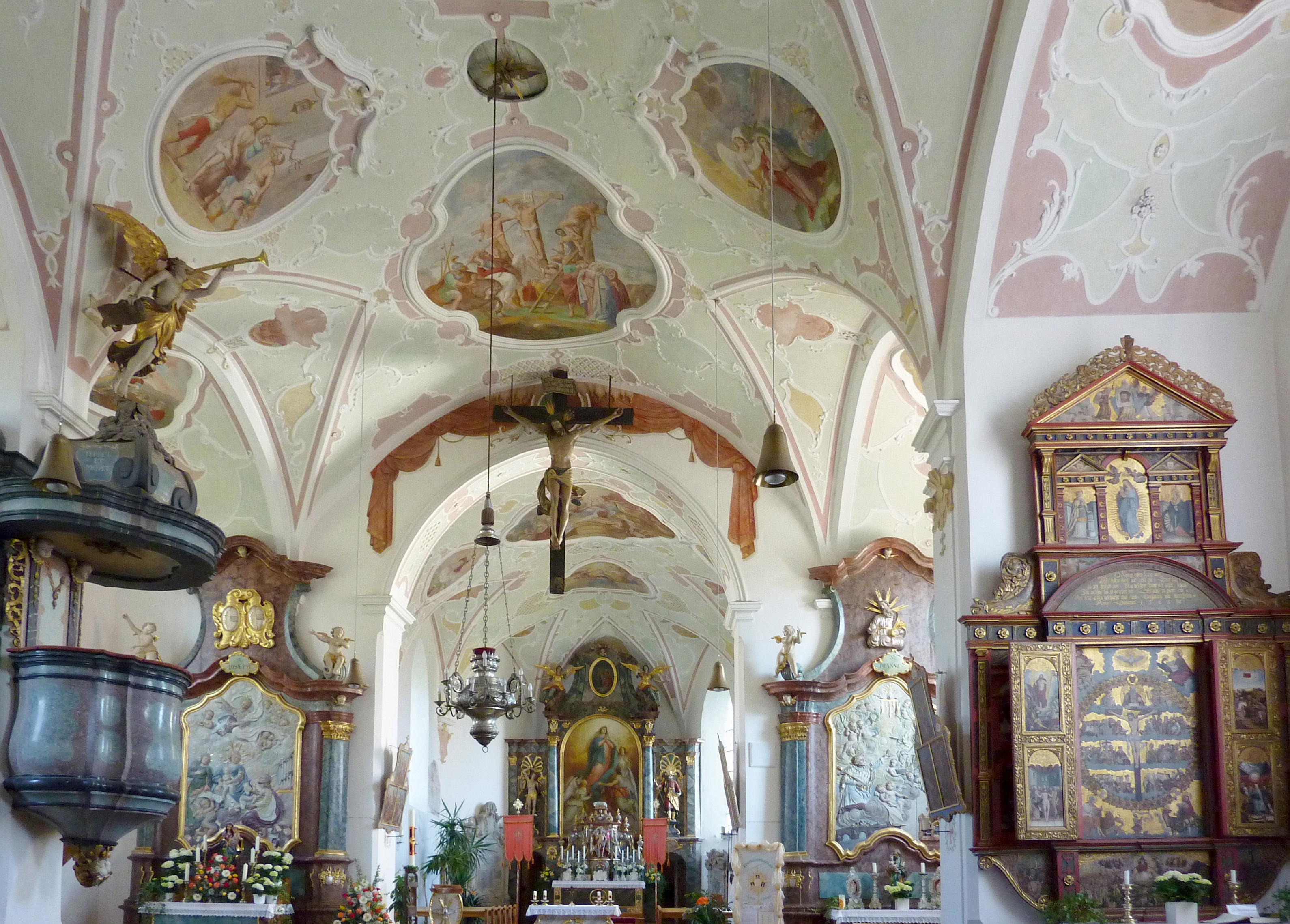
Innenraum

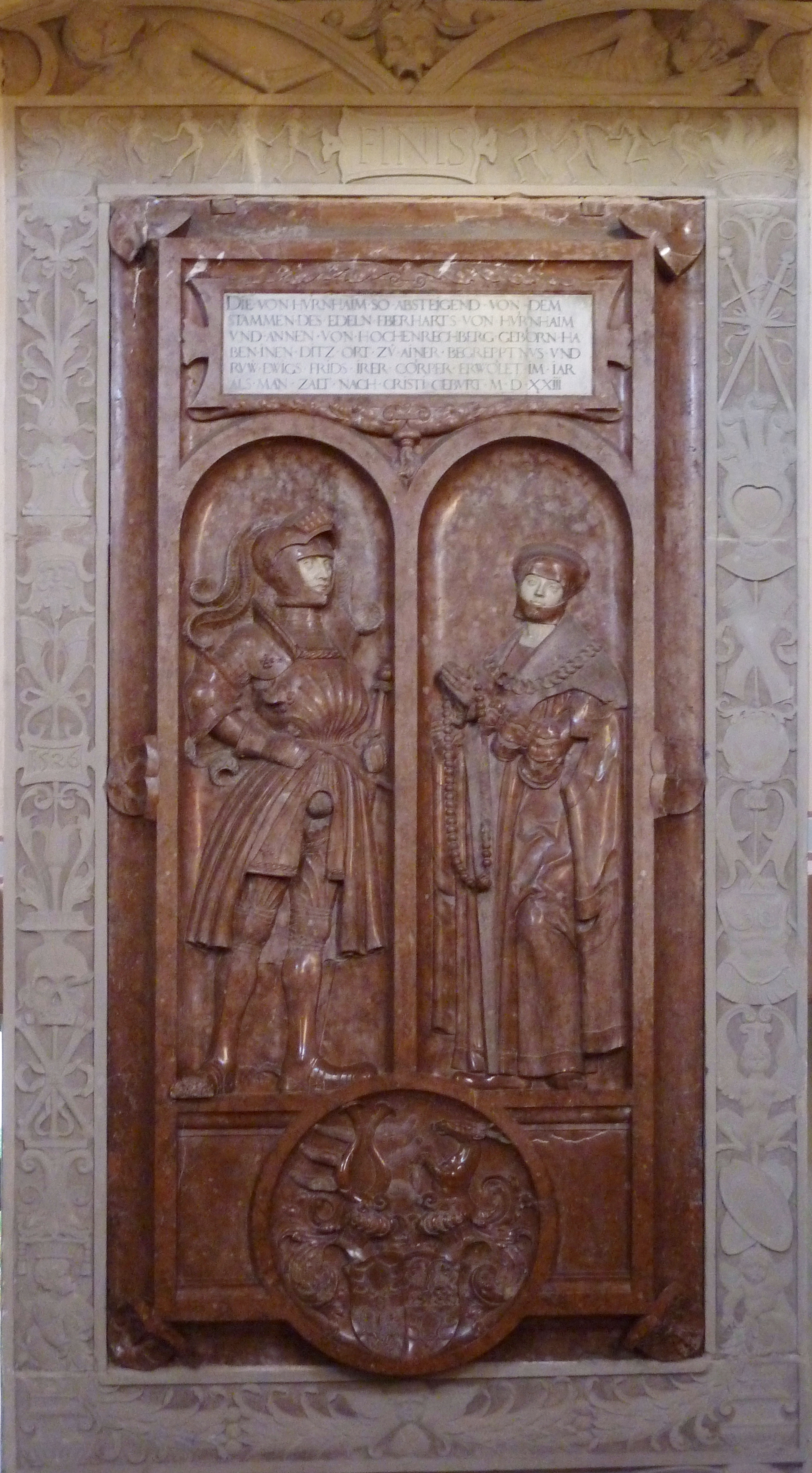
Epitaph der Edelherren von Hürnheim

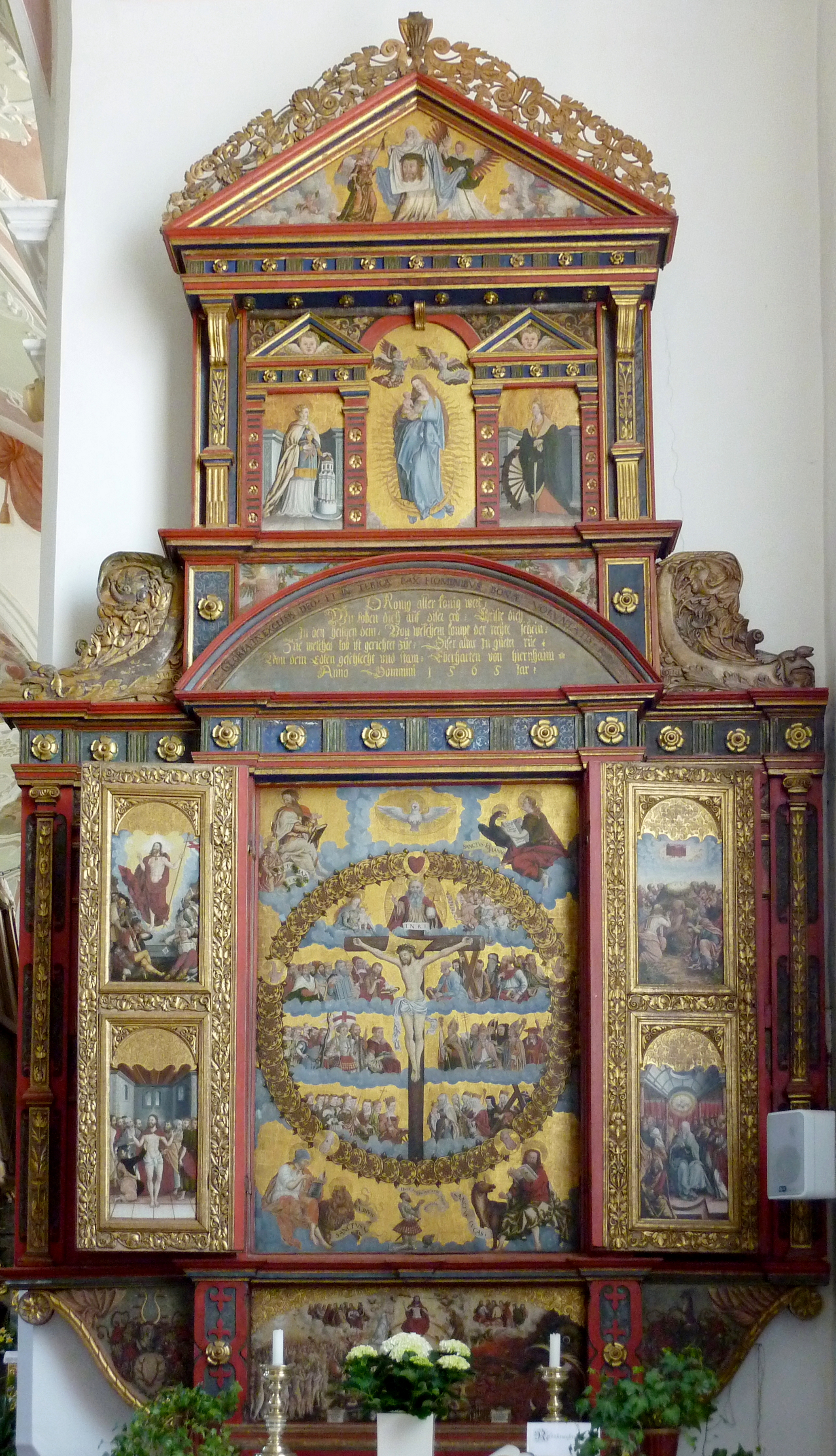
Rosenkranzaltar um 1500

Die Pfarrkirche dürfte ihren Ursprung Ende des 13. Jahrhunderts haben. Die Grundmauern der Gruftkapelle und die Reste des alten Turmes auf der Nordseite dürften aus dieser Zeit stammen. Unter der Gruftkapelle ist eine teilweise zerfallene Gruft. Der jetzige Chor und der quadratische Teil des Turms stammen aus dem Jahr 1520. 1678 wurde die Gruftkapelle aufgestockt. Das jetzige Langhaus und der Oberteil des Turms wurden um das Jahr 1730 gebaut. Der Rosenkranzaltar der Kirche stammt aus dem Jahr 1565.

## Gruftkapelle
Die Gruftkapelle birgt den kostbarsten Besitz, nämlich das Epitaph für Eberhard von Hürnheim und Anna von Hohenrechberg. Dieses zählt zu den bedeutendsten Renaissancegrabmälern nördlich der Alpen. Die Verstorbenen sind die Großeltern des Eichstätter Bischofs Eberhard II. von Hirnheim (1494–1560) und dessen Bruder Johann Sebastian von Hirnheim († 1555), Richter am Reichskammergericht zu Speyer.

## Rosenkranzaltar
In Hochaltingen gibt es seit 1626 eine Rosenkranzbruderschaft. Der von den Hürnheimern gestiftete Rosenkranzaltar ist ein seltenes Denkmal katholischer Frömmigkeit zwischen Reformation und Dreißigjährigen Krieg.

## Orgel
Die Kirche besitzt eine zweimanualige Orgel der Firma  G. F. Steinmeyer & Co. in Oettingen aus dem Jahr 1940. Sie besitzt 19 Register.

## Turm
Der Turm ist 36 Meter hoch und beherbergt drei Glocken.